# Penstemon personatus
Penstemon personatus är en grobladsväxtart som beskrevs av Karl Keck. Penstemon personatus ingår i släktet penstemoner, och familjen grobladsväxter. Inga underarter finns listade i Catalogue of Life.